# Daarler Vocal Consort
Das Daarler Vocal Consort ist ein sechsköpfiges Vokalensemble, welches sich aus dem Kammerchor Saarbrücken gebildet hat. Zu den Mitgliedern gehört der Chordirigent und Musikpädagoge Georg Grün als Bariton.

## Geschichte

### Auftritte
Neben Konzerten im regionalen Umfeld bzw. in Deutschland (z. B. 2009 und 2011 bei der „Nacht der Kirchen“ in Berlin) konzertierte das Ensemble international vor allem in Spanien und Italien: beim Festival „Concordia Vocis“ auf Sardinien, in Salamanca, Borja, Tolosa (wo es den zweiten Preis in der Sparte für professionelle Vokalgruppen erhielt), Fano und Port Torres beim Festival „Voci d’Europa“. 2019 reiste das Ensemble auf Einladung zum International Choral Festival nach Missoula, Montana, USA.

### Tonträger
Im Jahr 2010 nahm das Sextett in Zusammenarbeit mit dem Saarländischen Rundfunk (SR) den ersten Tonträger Zwischen Himmel und Erde auf, der über das Musiklabel Rondeau Production veröffentlicht wurde. Die Aufnahme erhielt den Excellentia Award der luxemburgischen Fachzeitschrift Pizzicato. 
Vier Jahre später wurde unter vergleichbaren Rahmenbedingungen das zweite Album Lost in Transition produziert: mit Unterstützung des SR und Rondeau als Plattenfirma. Das Album wurde im Herbst 2014 von der Jury „Chor“ für den Preis der deutschen Schallplattenkritik nominiert.

## Diskographie
- 2010: Zwischen Himmel und Erde (Rondeau Production)
- 2014: Lost In Transition (Rondeau Production)